# Piper hylophilum
Piper hylophilum är en pepparväxtart som beskrevs av C. Dc.. Piper hylophilum ingår i släktet Piper och familjen pepparväxter. Inga underarter finns listade i Catalogue of Life.